# Vodacom Cup 1999
La Vodacom Cup de 1999 fue la segunda edición del torneo para selecciones provinciales de Sudáfrica.
El torneo se disputó en el primer semestre en paralelo al Súper Rugby, mientras que la Currie Cup se disputó en el segundo semestre.
El campeón fue el equipo de Golden Lions quienes obtuvieron su primer campeonato.

## Sistema de disputa
El torneo se disputó en zonas que se distribuyeron por cercanía geográfica, los dos mejores equipos de cada zona clasificaron a las semifinales.

## Clasificación

### Sección Norte
| Pos. | Equipo              | Encuentros | Encuentros | Encuentros | Encuentros | Tantos | Tantos | Tantos | PB | PB | Puntos |
| Pos. | Equipo              | PJ         | PG         | PE         | PP         | F      | C      | Dif    | BO | BD | Puntos |
| ---- | ------------------- | ---------- | ---------- | ---------- | ---------- | ------ | ------ | ------ | -- | -- | ------ |
| 1.º  | Golden Lions        | 14         | 13         | 0          | 1          | 589    | 269    | +320   | 9  | 1  | 62     |
| 2.º  | Griqualand West     | 14         | 9          | 0          | 5          | 493    | 362    | +131   | 12 | 1  | 49     |
| 3.º  | Mpumalanga Pumas    | 14         | 9          | 0          | 5          | 480    | 339    | +141   | 8  | 2  | 46     |
| 4.º  | Falcons             | 14         | 9          | 0          | 5          | 412    | 362    | +50    | 6  | 2  | 44     |
| 5.º  | Blue Bulls          | 14         | 7          | 0          | 7          | 416    | 468    | -52    | 6  | 2  | 36     |
| 6.º  | Northern Free State | 14         | 4          | 1          | 9          | 327    | 500    | -173   | 4  | 2  | 24     |
| 7.º  | North West          | 14         | 3          | 0          | 11         | 298    | 425    | -127   | 3  | 4  | 19     |
| 8.º  | Namibia Kudus       | 14         | 1          | 1          | 12         | 273    | 563    | -290   | 7  | 1  | 14     |

### Sección Sur
| Pos. | Equipo              | Encuentros | Encuentros | Encuentros | Encuentros | Tantos | Tantos | Tantos | PB | PB | Puntos |
| Pos. | Equipo              | PJ         | PG         | PE         | PP         | F      | C      | Dif    | BO | BD | Puntos |
| ---- | ------------------- | ---------- | ---------- | ---------- | ---------- | ------ | ------ | ------ | -- | -- | ------ |
| 1.º  | Boland              | 12         | 8          | 0          | 4          | 321    | 269    | +52    | 7  | 2  | 41     |
| 2.º  | Natal Wildebeest    | 12         | 8          | 0          | 4          | 301    | 253    | +48    | 8  | 1  | 41     |
| 3.º  | SWD Eagles          | 12         | 6          | 0          | 6          | 289    | 249    | +40    | 4  | 2  | 30     |
| 4.º  | Eastern Province    | 12         | 6          | 0          | 6          | 261    | 267    | -6     | 4  | 2  | 30     |
| 5.º  | Western Province    | 12         | 5          | 0          | 7          | 308    | 339    | -31    | 4  | 4  | 28     |
| 6.º  | Border              | 12         | 5          | 0          | 7          | 262    | 298    | -36    | 4  | 4  | 28     |
| 7.º  | Free State Cheetahs | 12         | 4          | 0          | 8          | 286    | 353    | -67    | 5  | 2  | 23     |

|  | Semifinalistas. |

### Semifinales
| 19 de mayo | Boland | 17 - 24 | Griqualand West | Boland Stadium, Wellington |  |

| 19 de mayo | Golden Lions | 36 - 3 | Natal Wildebeest | Ellis Park Stadium, Johannesburgo |  |

### Final
| 27 de mayo | Golden Lions | 73 - 7 | Griqualand West | Ellis Park Stadium, Johannesburgo |  |

| Bandera de Sudáfrica |
| Campeón Golden Lions |
| Primer título        |